# The Stool Pigeon
The Stool Pigeon é um filme policial de 1915, dirigido e estrelado por Lon Chaney. Este foi o filme de estreia de Chaney como diretor. Posteriormente dirigiu seis outros filmes. The Stool Pigeon é agora considerado perdido.

## Elenco
- J. Warren Kerrigan - Walter Jason
- Vera Sisson - Mildred Moore
- Lon Chaney
- George Periolat - Oswald Trumble